# Liste südafrikanischer Schriftsteller

## A
- Lionel Abrahams (1926/1928–2004)
- Peter Abrahams (1919–2017)
- Tatamkhulu Afrika (1920–2002), geboren in Ägypten
- Rennie Airth (* 1935)

## B
- Christiaan Bakkes (* 1965)
- C. Johan Bakkes (* 1956)
- Margaret Bakkes (1931–2016)
- Shabbir Banoobhai (* 1949)
- Chris Barnard (1939–2015)
- Mark Behr (1963–2015), geboren in Tanganjika, heute Tansania
- Hilda Bernstein (1915–2006), geboren in Großbritannien
- Lauren Beukes (* 1976)
- Breyten Breytenbach (1939–2024)
- André Brink (1935–2015)
- Andrew Brown (* 1966)
- Dennis Brutus (1924–2009), geboren in Rhodesien, Pseudonym John Bruin
- Herman Charles Bosman (1905–1951)

## C
- Edwin Cameron (* 1953)
- J. M. Coetzee (* 1940), erhielt 2003 den Nobelpreis für Literatur
- Jack Cope (1913–1991)
- Jeremy Cronin (* 1949)
- Patrick Cullinan (1932–2011)

## D
- Achmat Dangor (* 1948)
- Ingrid de Kok (* 1951)
- Marq De Villiers (* 1940)
- Sandile Dikeni (* 1960)
- Modikwe Dikobe (* 1913)
- C. J. Driver (* 1939), auch Jonty Driver
- K. Sello Duiker (1974–2005)

## E
- Ahmed Essop (1931–2019), geboren in Indien
- Elisabeth Eybers (1915–2007)

## F
- Ruth First (1925–1982)
- Lynne Freed (* 1945)
- Athol Fugard (1932–2025)
- Sheila Fugard (* 1932), geboren in Großbritannien

## G
- Damon Galgut (* 1963)
- Mark Gevisser (* 1964)
- Pumla Gobodo-Madikizela (* 1955)
- Nadine Gordimer (1923–2014), erhielt 1991 den Nobelpreis für Literatur
- Jeremy Gordin (* 1952)
- Stephen Gray (* 1941)
- Henriette Grové (1922–2009)
- Thelma Gutsche (1915–1984)
- Mafika Gwala (1946–2014)

## H
- Shelley Harris (* 1967)
- Bessie Head (1937–1986)
- Etienne van Heerden (* 1954)
- Bruce Hewett
- Michiel Heyns (* 1943)
- Christopher Hope (* 1944)
- Peter Horn (1934–2019)
- Emma Huismans (* 1947), geboren in den Niederlanden

## J
- Rayda Jacobs (1947–2024)
- Fhazel Johennesse (* 1956)
- Ingrid Jonker (1933–1965)
- Pamela Jooste (* 1946)
- Archibald Campbell Mzolisa Jordan (1906–1968)
- Elsa Joubert (1922–2020)

## K
- Ronelda Kamfer (* 1981)
- John Christoffel Kannemeyer (1939–2011)
- Jonathan Kaplan (* 1956)
- Farida Karodia (* 1942)
- Keorapetse Kgositsile (1938–2018)
- Fred Khumalo (* 1966)
- Uys Krige (1910–1987)
- Antjie Krog (* 1952)
- Mazisi Kunene (1930–2006)
- Ellen Kuzwayo (1914–2006)[1]

## L
- Alex La Guma (1925–1985)
- David Lambkin (* 1947), geboren in Großbritannien
- Anne Landsman (* 1959)
- C. J. Langenhoven (1873–1932)
- Etienne Leroux (1922–1989)
- Colleen Lindsay, auch Mauritius
- Douglas Livingstone (1932–1996), geboren in Malaysia
- Sarah Lotz (* 1971), zahlreiche Pseudonyme
- Nicolaas Petrus van Wyk Louw (1906–1970)

## M
- Kgafela oa Magogodi (* 1968)
- Sindiwe Magona (* 1943)
- Arthur Maimane (1932–2005)
- Matsemela Manaka (1955–1998)
- Nelson Mandela (1918–2013)
- Chris Mann (* 1948)
- Maishe Maponya (* 1951)
- Eugène Marais (1871–1936)
- Mark Mathabane (* 1960)
- Todd Matshikiza (1921–1968)
- Don Mattera (1934/35–2022)
- Dalene Matthee (1938–2005)
- James McClure (1939–2006)
- Margaret McCord (1916–2004)
- Zakes Mda (* 1948)
- John van Melle (1887–1953), geboren in den Niederlanden
- Deon Meyer (* 1958)
- Thando Mgqolozana (* 1983)
- Gcina Mhlophe (* 1958)
- Benjamin Moloise (1955–1985)
- Casey Motsisi (1932–1977)
- Phaswane Mpe (1970–2004)
- Ezekiel Mphahlele (1919–2008), auch Es’kia Mphahlele
- Samuel Mqhayi (1875–1945)
- Oswald Mbuyiseni Mtshali (* 1940)
- Vusamazulu Credo Mutwa (1921–2020)

## N
- Njabulo Ndebele (* 1948)
- Mike Nicol (* 1951)
- Dolf van Niekerk (1929–2022)
- Marlene van Niekerk (* 1954)
- Lewis Nkosi (1936–2010)
- Arthur Nortje (1942–1970)
- Malla Nunn
- Sibusiso Nyembezi (1919–2000)

## O
- Charles van Onselen (* 1944)
- Margie Orford (* 1964), geboren in Großbritannien

## P
- Essop Patel (1943–2007)
- Alan Paton (1903–1988)
- Jacques Pauw (* im 20. Jahrhundert)
- Sol Plaatje (1876–1932)
- Menan du Plessis (* 1952)
- William Plomer (1903–1973)
- Laurens van der Post (1906–1996)
- Max du Preez (* 1951)
- Thomas Pringle (1789–1834), geboren in Großbritannien
- Koleka Putuma (* 1993)

## R
- Jan Rabie (1920–2001)
- Lesego Rampolokeng (* 1965)
- Jo-Anne Richards
- Richard Rive (1930/1931–1989)
- Sheila Roberts (1937–2009)
- Daphne Rooke (1914–2009)

## S
- Albie Sachs (* 1935)
- Riana Scheepers (* 1957)
- Karel Schoeman (1939–2017)
- Alan Scholefield (1931–2017)
- Andrew Henry Martin Scholtz (1923–2004)
- Olive Schreiner (1855–1920)
- Tembela Sekele, auch Lesotho
- Sipho Sepamla (1932–2007)
- Mongane Wally Serote (* 1944)
- Gillian Slovo (* 1952)
- Adam Small (1936–2016)
- Bartho Smit (1924–1986)
- Pauline Smith (1882–1959)
- Roger Smith (* 1960)
- Wilbur Smith (1933–2021)
- Kelwyn Sole (* 1951)
- Allister Sparks (1933–2016)
- Siegfried Stander
- Wilma Stockenström (* 1933)
- Jonny Steinberg (* 1970)

## T
- Can Themba (1924–1968)
- Lefifi Tladi (* 1949)
- Miriam Tlali (1933–2017)
- Jann Turner (* 1964)

## V
- Nicolaas Vergunst (* 1958)
- Benedict Wallet Vilakazi (1906–1947)
- Lettie Viljoen (* 1948)
- Andries Gerhardus Visser (1878–1929)
- Ivan Vladislavić (* 1957)
- Abraham de Vries (* 1937)

## W
- Zukiswa Wanner (* 1976), geboren in Sambia
- Mary Watson
- Stephen Watson (1954–2011)
- Zoë Wicomb (* 1948)
- Christopher van Wyk (1957–2014)

## Z
- Rachel Zadok (* 1972)
- Rose Zwi (1928–2018), geboren in Mexiko